# Umbrella Academy (seriál)
Umbrella Academy (v anglickém originále The Umbrella Academy) je americký superhrdinský televizní seriál natočený podle stejnojmenného komiksu od vydavatelství Dark Horse Comics společnostmi Borderline Entertainment, Dark Horse Entertainment a Universal Content Productions. 
Seriál, který pro Netflix vytvořili Steve Blackman a Jeremy Slater, vypráví příběh dysfunkční rodiny adoptovaných sourozeneckých superhrdinů, kteří se sejdou, aby vyřešili záhadu smrti svého otce a zastavili hrozící apokalypsu. Ve druhé řadě sourozenci rozdělení nezdařeným transportem do 60. let 20. století hledají cestu k sobě a snaží se předejít jaderné válce. Ve třetí řadě budou sourozenci čelit důsledkům svých činů v minulosti. Vytvořili totiž novou časovou os, ve které je nahradila nová skupina superhrdinských sourozenců Hargreevesových adoptovaná Reginaldem, zvaná „Akademie Sparrow“. Kromě toho musí také najít způsob, jak zastavit kugelblitz předtím, než pohltí a zničí vesmír. V poslední řadě se sourozenci znovu spojí s cílem zastavit „Očistu“. V tomto procesu také znovu získávají své schopnosti a někteří mají rozšířené nebo zcela odlišné schopnosti. Nakonec si uvědomí, že jediný způsob, jak zachránit časovou osu, je vymazat se v procesu. Smiřují se s tím a nechají Očistu resetovat časovou osu zpět do normálu, čímž definitivně vymažou Umbrella Academy z jakékoli existence.
První řada měla premiéru 15. února 2019. Dne 2. dubna 2019 Netflix obnovil seriál pro druhou řadu, která měla premiéru 31. července 2020. Dne 10. listopadu 2020 bylo oznámeno, že byl seriál prodloužen o třetí řadu, která měla premiéru 22. června 2022. V srpnu 2022 byla ohlášena finální čtvrtá řada, která měla premiéru 8. srpna 2024.

## Děj

### První řada
Dne 1. října 1989 porodilo současně 43 žen z celého světa, přestože žádná z nich nevykazovala známky těhotenství, dokud nezačal porod. Sedm dětí bylo adoptováno výstředním miliardářem sirem Reginaldem Hargreevesem, z kterých se stal tým superhrdinů zvaných „Umbrella Academy“. Hargreeves dal dětem čísla místo jmen, ale nakonec je pojmenovala jejich chůva robot-máma, Grace, jako: Luther, Diego, Allison, Klaus, Pětka (jeho jediné jméno), Ben a Vanya. Zatímco Reginald stavěl šest svých dětí do boje proti zločinu, Vanyu držel odděleně od aktivit jejích sourozenců, protože údajně neměla vlastní schopnosti.
O třicet let později je Luther zčásti lidoop, který žil na Měsíci čtyři roky. Allison je slavná herečka, Vanya je houslistka, Klaus má drogovou závislost, Ben, nyní zesnulý, je duch schopný hovořit pouze s Klausem, a Diego je nyní viligantem se zálibou dělat potíže. Odcizení sourozenci zjistili, že Reginald zemřel a shromáždili se na jeho pohřeb. Pětka se vrátil z budoucnosti, pronásledovaný vigilanty a odhalil hrozbu globální apokalypsy. Mezitím se znovusjednocení sourozenci pokoušeli odhalit tajemství své dysfunkční rodiny, zatímco se začali rozpadat kvůli jejich odlišným osobnostem a schopnostem.

### Druhá řada
Po jejich riskantním útěku před Vanyinou apokalypsou se členové Umbrella Academy ocitnou rozptýleni v čase v Dallasu v Texasu. Skupina se ocitá roztroušená na období tří let počínaje rokem 1960. Někteří členové věřili, že jsou jediní, kdo přežili, a uvízli v minulosti na mnoho let, a proto si pro sebe vybudovali vlastní životy a šli dál. Pro ostatní, jako je Pětka, který se ocitne uprostřed jaderného soudného dne, musí najít způsob, jak se znovu sejít s ostatními členy Akademie a znovu vrátit časovou osu.

### Třetí řada
Po zastavení soudného dne roku 1963 se Umbrella Academy vrací domů do současnosti, přesvědčena, že zabránila počáteční apokalypse a jednou provždy napravila tuto bohem zapomenutou časovou osu. Ale po krátké chvíli oslav si uvědomí, že věci vůbec nejsou, jak je nechali. Vítejte v Akademii Sparrow. Chytří, styloví a teplí jako moře ledovců se Sparrowové okamžitě střetnou s Umbrellami tváří v tvář, což se ukáže být to nejmenší, co každého zajímá. Procházet vlastními výzvami, ztrátami a překvapeními – a vypořádat se s neidentifikovanou destruktivní entitou, která ve vesmíru způsobuje zmatek (něco, co možná způsobili) – teď už jen potřebují přesvědčit tátovu novou a možná lepší rodinu, aby jim pomohla napravit co jejich příchod pokazil. Najdou cestu zpět ke svým předapokalyptickým životům? Nebo tento nový svět odhalí víc než jen škytavku v časové ose?

### Čtvrtá řada
Ve finále třetí řady naši hrdinové vstoupili do zcela nové reality — takové, kde byli bez svých schopností, postrádali pár sourozenců a již byli pod dohledem svého otce. Tuto novou časovou osu diktoval Hargreeves, ale kvůli Allisonovým činům nestihl dokončit, co začal.
Nicméně to, že sourozenci přišli o své schopnosti, nebude jedinou zvláštností v této časové ose. Jsou tu noví nepřátelé, kteří je chtějí vidět vyhlazené z existence, ale jak si poradí bez svých sil? Existuje vůbec způsob, jak je získat zpět?

## Obsazení

### Hlavní role
| Postava                                                            | Herec              | Český dabing          | Popis | Řady            | Řady            | Řady            | Řady            |
| Postava                                                            | Herec              | Český dabing          | Popis | 1               | 2               | 3               | 4               |
| ------------------------------------------------------------------ | ------------------ | --------------------- | --- | --------------- | --------------- | --------------- | --------------- |
| Vanya Hargreevesová / Viktor Hargreeves / Bílé housle / Číslo sedm | Elliot Page        | Jindřich Žampa        | houslista se schopností přeměnit zvukové vlny na destruktivní sílu, člen Umbrella Academy                                                  | hlavní          | hlavní          | hlavní          | hlavní          |
| Vanya Hargreevesová / Viktor Hargreeves / Bílé housle / Číslo sedm | T.J. McGibbon      | Eliška Jirotková      | mladá Vanya | vedlejší        | hostující       | Does not appear | hostující       |
| Vanya Hargreevesová / Viktor Hargreeves / Bílé housle / Číslo sedm | Alyssa Gervasi     | —                     | 4letá Vanya | hostující       | hostující       | Does not appear | Does not appear |
| Luther Hargreeves / Kosmo / Číslo jedna                            | Tom Hopper         | Ondřej Brzobohatý     | astronaut se supersílou, člen Umbrella Academy                                                                                             | hlavní          | hlavní          | hlavní          | hlavní          |
| Luther Hargreeves / Kosmo / Číslo jedna                            | Cameron Brodeur    | Ondřej Balcar         | mladý Luther | vedlejší        | hostující       | Does not appear | hostující       |
| Luther Hargreeves / Kosmo / Číslo jedna                            | Cameron Brodeur    | Tomáš Poláček         | mladý Luther; alternativní verze, člen Akademie Phoenix                                                                                    | Does not appear | Does not appear | Does not appear | hostující       |
| Diego Hargreeves / Kraken / Číslo dvě                              | David Castañeda    | Ondřej Rychlý         | rebelský potížista se schopností zakřivit trajektorii všeho, co hodí, obvykle nože, člen Umbrella Academy                                  | hlavní          | hlavní          | hlavní          | hlavní          |
| Diego Hargreeves / Kraken / Číslo dvě                              | Blake Talabis      | Matěj Havelka         | mladý Diego | vedlejší        | hostující       | Does not appear | hostující       |
| Diego Hargreeves / Kraken / Číslo dvě                              | Blake Talabis      | Štěpán Krtička        | mladý Diego; alternativní verze, člen Akademie Phoenix                                                                                     | Does not appear | Does not appear | Does not appear | hostující       |
| Allison Hargreevesová Chestnutová / Zvěstovatelka / Číslo tři      | Emmy Raver-Lampman | Barbora Šedivá        | herečka se schopností ovládat mysl pomocí fráze „Proslýchá se...“, členka Umbrella Academy                                                 | hlavní          | hlavní          | hlavní          | hlavní          |
| Allison Hargreevesová Chestnutová / Zvěstovatelka / Číslo tři      | Eden Cupid         | Karolína Křišťálová   | mladá Allison | vedlejší        | hostující       | Does not appear | hostující       |
| Allison Hargreevesová Chestnutová / Zvěstovatelka / Číslo tři      | Jordana Blake      | —                     | 4letá Allison | hostující       | Does not appear | Does not appear | Does not appear |
| Klaus Hargreeves / Séance / Číslo čtyři                            | Robert Sheehan     | Robert Hájek          | okouzlující narkoman se schopností komunikovat s mrtvými a dočasně je zhmotnit, člen Umbrella Academy                                      | hlavní          | hlavní          | hlavní          | hlavní          |
| Klaus Hargreeves / Séance / Číslo čtyři                            | Dante Albidone     | bude oznámeno         | mladý Klaus | vedlejší        | hostující       | hostující       | hostující       |
| Klaus Hargreeves / Séance / Číslo čtyři                            | Dante Albidone     | bude oznámeno         | mladý Klaus; alternativní verze, člen Akademie Phoenix                                                                                     | Does not appear | Does not appear | Does not appear | hostující       |
| Klaus Hargreeves / Séance / Číslo čtyři                            | Charles Cameron    | Matěj Macháček        | 8letý Klaus | hostující       | Does not appear | Does not appear | Does not appear |
| Klaus Hargreeves / Séance / Číslo čtyři                            | Oliver Kirton      | —                     | malý Klaus | Does not appear | Does not appear | hostující       | Does not appear |
| Pětka Hargreeves / Chlapec / Číslo pět                             | Aidan Gallagher    | Matěj Převrátil       | chlapec se schopností skákat prostorem časem, člen Umbrella Academy                                                                        | hlavní          | hlavní          | hlavní          | hlavní          |
| Pětka Hargreeves / Chlapec / Číslo pět                             | Jim Watson         | —                     | dospělý Pětka | hostující       | Does not appear | Does not appear | Does not appear |
| Pětka Hargreeves / Chlapec / Číslo pět                             | Sean Sullivan      | Zdeněk Maryška        | starý Pětka | hostující       | hostující       | hostující       | Does not appear |
| Cha-Cha                                                            | Mary J. Blige      | Zuzana Slavíková      | agentka Komise, Hazelova parťačka | hlavní          | Does not appear | Does not appear | Does not appear |
| Hazel                                                              | Cameron Britton    | Bohdan Tůma           | agent Komise, Cha-Chin parťák | hlavní          | hostující       | Does not appear | hostující       |
| Harold Jenkins / Leonard Peabody                                   | John Magaro        | Viktor Dvořák         | šílený obdivovatel Umbrella Academy | hlavní          | Does not appear | Does not appear | Does not appear |
| Harold Jenkins / Leonard Peabody                                   | Jesse Noah Gruman  | —                     | malý Harold | hostující       | Does not appear | Does not appear | Does not appear |
| Pogo                                                               | Adam Godley        | Pavel Šrom            | Reginaldův blízky přítel a asistent; inteligentní mluvící šimpanz                                                                          | hlavní          | hostující       | Does not appear | hostující       |
| Pogo                                                               | Adam Godley        | Pavel Šrom            | alternativní verze Poga z časové osy Akademie Sparrow; bývalý Reginaldův přítel a asistent, inteligentní mluvící šimpanz a tatér           | Does not appear | Does not appear | hostující       | Does not appear |
| sir Reginald „Reggie“ Hargreeves / Monokl                          | Colm Feore         | Otakar Brousek mladší | mimozemšťan a zesnulý miliardář, zakladatel Umbrella Academy                                                                               | hlavní          | Does not appear | Does not appear | hostující       |
| sir Reginald „Reggie“ Hargreeves / Monokl                          | Colm Feore         | Otakar Brousek mladší | alternativní Reginaldova verze z časové osy Akademie Sparrow, zakladatel Akademie Sparrow                                                  | Does not appear | hlavní          | hlavní          | Does not appear |
| sir Reginald „Reggie“ Hargreeves / Monokl                          | Colm Feore         | Otakar Brousek mladší | alternativní Reginaldova verze z časové osy resetovaného vesmíru, majitel společnosti Hargreeves Enterprises                               | Does not appear | Does not appear | hostující       | hlavní          |
| sir Reginald „Reggie“ Hargreeves / Monokl                          | Colm Feore         | Otakar Brousek mladší | alternativní Reginaldova verze z časové osy Akademie Phoenix, zakladatel Akademie Phoenix                                                  | Does not appear | Does not appear | Does not appear | hostující       |
| Benjamin „Ben“ Hargreeves / Horror / Číslo šest                    | Justin H. Min      | Daniel Krejčík        | zesnulý člen Umbrella Academy se schopností vyvolat ze svého těla obří chapadla                                                            | vedlejší        | hlavní          | Does not appear | Does not appear |
| Benjamin „Ben“ Hargreeves / Horror / Číslo šest                    | Ethan Hwang        | Hynek Hoppe           | mladý Ben | vedlejší        | hostující       | Does not appear | hostující       |
| Benjamin „Ben“ Hargreeves / Číslo dvě                              | Justin H. Min      | Daniel Krejčík        | alternativní Benova verze z časové osy Akademie Sparrow, člen Akademie Sparrow                                                             | Does not appear | hostující       | hlavní          | hlavní          |
| Lila Pittsová                                                      | Ritu Arya          | Jana Stryková         | Jednatelčina adoptivní dcera s mocí zrkadlit schopnost někoho jiného                                                                       | Does not appear | hlavní          | hlavní          | hlavní          |
| Lila Pittsová                                                      | Anjana Vernuganan  | —                     | 4letá Lila | Does not appear | hostující       | Does not appear | Does not appear |
| Lila Pittsová                                                      | Raya Korah         | —                     | 10letá Lila | Does not appear | hostující       | Does not appear | Does not appear |
| Lila Pittsová                                                      | Sarah Navaratnam   | —                     | 15letá Lila | Does not appear | hostující       | Does not appear | Does not appear |
| Raymond „Ray“ Chestnut                                             | Yusuf Gatewood     | Petr Lněnička         | Allisonin manžel z 60. let a aktivista za občanská práva. Po resetování vesmíru na konci třetí řady se stal otcem Allisoniny dcery Claire. | Does not appear | hlavní          | vedlejší        | Does not appear |
| Sissy Cooperová / Dana Pocketová                                   | Marin Ireland      | Kristina Jelínková    | Viktorova kamarádka, Carlova manželka a Harlanova matka z 60. let                                                                          | Does not appear | hlavní          | hostující       | Does not appear |
| Jednatelka                                                         | Kate Walsh         | Simona Postlerová     | hlava Komise, bývalá nadřízená Pětky | vedlejší        | hlavní          | speciální host  | hostující       |
| Sloane Hargreevesová / Číslo pět                                   | Genesis Rodriguez  | Nina Horáková         | členka Akademie Sparrow se schopností manipulovat s gravitací, později Lutherova manželka                                                  | Does not appear | Does not appear | hlavní          | Does not appear |
| Fei Hargreevesová / Číslo tři                                      | Britne Oldford     | Vendula Příhodová     | slepá členka Akademie Sparrow se schopností ovládat havrany, které používá jako své oči ke špehování ostatních                             | Does not appear | Does not appear | hlavní          | Does not appear |
| Fei Hargreevesová / Číslo tři                                      | Lili Grace Jeanty  | —                     | mladá Fei; alternativní verze, členka Akademie Phoenix                                                                                     | Does not appear | Does not appear | Does not appear | hostující       |

### Vedlejší role
- Jordan Claire Robbins (český dabing: René Slováčková) jako Grace Hargreevesová / Máma, robot postavený Reginaldem, z kterého se stala adoptivní matka Umbrella Academy. Ve druhé řadě se lidská Grace objevila v roce 1963 jako Reginaldova přítelkyně a ve finále seriálu se z Grace stala skutečná matka.
  - Robbins ve třetí řadě ztvárnila alternativní verzi Grace z časové osy Akademie Sparrow, kde slouží jako služka v Akademii Sparrow, ale posedne ji Kugelblitz a vidí v něm boha.
- Liisa Repo-Martell (český dabing: Simona Postlerová) jako Abigail Hargreevesová, zesnulá manželka Reginalda Hargreevese, kterou po její smrti Reginald uložil do kryogenické komory na Měsíci, kde ji Luther léta střežil, aby našel způsob, jak jí přivést zpátky mezi živé
  - Repo-Martell ve třetí a čtvrté řadě ztvárnila žijící alternativní verzi Abigail, která se vydávala za Sye Grossmana, aby dokončila Očistu.
- Sheila McCarthy (český dabing: Ljuba Krbová) jako Agnes Rofa, Hazelova láska, servírka, pekařka a majitelka obchodu s koblihami. Agnes zemřela někdy před událostmi druhé řady na rakovinu; ve finále seriálu po napravení časové osy je Agnes stále naživu. (vedlejší: první řada; host: čtvrtá řada)
- Ashley Madekwe jako detektiv Eudora „Dora“ Patchová, Diegova bývalá partnerka (první řada)
- Peter Outerbridge jako Konduktor (první řada)
- Rainbow Sun Francks (český dabing: Jiří Krejčí) jako detektiv Chuck Beaman (první řada)
- Matt Biedel jako seržant Dale Chedder (první řada)
- Zachary Bennett (český dabing: Antonín Navrátil) jako Lance Biggs (první řada)
- Kevin Rankin (český dabing: Jakub Saic) jako Elliott Gussman, konspirační teoretik, kterého Hargreevesovy potkali v 60. letech (druhá řada)
- Justin Paul Kelly (český dabing: Hynek Hoppe) jako Harlan Cooper, Sissyn a Carlův syn s neverbálním autismem. Poté, co ho Viktor zachrání před utonutím, Harlan objeví telekinetické schopnosti. (vedlejší: druhá řada; host: třetí řada)
  - Callum Keith Rennie (český dabing: Miroslav Hanuš) jako Lester Pocket, Harlanova dospělá verze schopná komunikovat (třetí řada)
- John Kapelos (český dabing: Marcel Vašinka) jako Jack Ruby, slavný gangster v Dallasu, pro kterého Luther pracuje (druhá řada)
- Robert Verlaque (český dabing: Miloslav Mejzlík) jako Hoyt Hillenkoetter (druhá řada)
- Bo Martynowska (český dabing: Nikola Votočková) jako Autumn (druhá řada)
- Kris Holden-Ried (český dabing: Gustav Bubník) jako Axel, vůdce tria švédských zabijáků pracujících pro Komisi (vedlejší: druhá řada; host: čtvrtá řada)
- Jason Bryden jako Otto, jeden ze švédských zabijáků (vedlejší: druhá řada; host: čtvrtá řada)
- Tom Sinclair jako Oscar, jeden ze švédských zabijáků (vedlejší: druhá řada; host: čtvrtá řada)
- Stephen Bogaert (český dabing: Josef Carda) jako Carl Cooper, Sissyn manžel a Harlanův otec (druhá řada)
- Dov Tiefenbach jako Keechie, oddaný člen Klausova kultu (druhá řada)
- Raven Dauda jako Odessa, majitel černého kosmetického salonu v Jižním Dallasu, který přijme Allison (druhá řada)
- Dewshane Williams jako Miles, Raymondův přítel a aktivista za občanská práva (druhá řada)
- Robin Atkin Downes jako AJ Carmichael, mluvící zlatá rybka a šéf Komise (druhá řada)
- Cody Ray Thompson (český dabing: Vojtěch Hájek) jako David „Dave“ Katz, Klausův přítel během vietnamské války (první řada)
  - Calem MacDonald (český dabing: Vojtěch Hájek) jako mladý David „Dave“ Katz (druhá řada)
- Patrice Goodman (český dabing: Lucie Svobodová) jako Dot (host: první, třetí a čtvrtá řada; vedlejší: druhá řada)
- Ken Hall (český dabing: Tomáš Juřička) jako Herb, zaměstnanec Komise, který pracoval jako analytik a později se stal dočasným šéfem (host: první, třetí a čtvrtá řada; vedlejší: druhá řada)
- Mouna Traoré jako Jill, členka Klausova kultu, do které se Ben zamiluje (druhá řada)
- Justin Cornwell (český dabing: Jan Battěk) jako Marcus Hargreeves / Číslo jedna, člen Akademie Sparrow se super silou a hbitostí (třetí řada)
- Jake Epstein (český dabing: Ondřej Kavan) jako Alphonso Hargreeves / Číslo čtyři, člen Akademie Sparrow se schopností absorbovat fyzické útoky a způsobit zpětné poškození svým protivníkům (třetí řada)
  - Eamon Stocks jako mladý Alphonso; alternativní verze, člen Akademie Phoenix (čtvrtá řada)
- Cazzie David (český dabing: Martina Šťastná) jako Jayme Hargreevesová / Číslo šest, členka Akademie Sparrow se schopností plivat halucinogenní jed, který vyřadí její protivníky (třetí řada)
- Javon „Wanna“ Walton (český dabing: Lukáš Souček) jako Stanley „Stan“, 12letý chlapec, který se na Lilino přání vydával za syna Diega a Lily (třetí řada)
- Julian Richings (český dabing: Josef Carda) jako Chet Rodo, manažer hotelu Obsidian (třetí řada)
- Christopher „Chris“ Hargreeves / Číslo sedm, počítačem vytvořená psykroniová kostka s telekinetickými schopnostmi, člen Akademie Sparrow (host: druhá řada; vedlejší: třetí řada)
- Nick Offerman a Megan Mullallyová (český dabing: Miroslav Hanuš a Barbora Munzarová) jako doktor Gene a doktorka Jean Thibedeauovy, manželská dvojice vysokoškolských profesorů z Nového Mexika a zakladatelé tajemné skupiny zvané Strážci (čtvrtá řada)
- Victoria Sawal (český dabing: Vendula Příhodová) jako Jennifer / Rossie, dívka nakažená durangem, do které se Ben zamiluje (čtvrtá řada)
  - Bri Roque jako mladá Jennifer (čtvrtá řada)
- Michael Dyson (český dabing: Jan Šťastný) jako Jerry (čtvrtá řada)
- Lynne Griffin (český dabing: Marcela Nohýnková) jako Dottie (čtvrtá řada)
- Katharine King So (český dabing: Štěpánka Fingerhutová) jako Amy (čtvrtá řada)
- David Cross (český dabing: Roman Štabrňák) jako Sy Grossman, muž, který tvrdí, že jeho „dcera“, Jennifer, byla unesena (čtvrtá řada)
- Millie Davis (český dabing: Kateřina Kolárová) jako Claire Hargreevesová, Allisonina dcera (čtvrtá řada)
  - Coco Assad jako malá Claire (první a třetí řada)
- Izaak Smith (český dabing: Radek Valenta) jako Larry (čtvrtá řada)
- Mark MacDonald (český dabing: Kryštof Hádek) jako Milton (čtvrtá řada)
- Marqus Bobesich (český dabing: Zdeněk Mahdal) jako Eddy (čtvrtá řada)
- Sylvan Valladares (český dabing: Vilém Udatný) jako Lilin strýc Inny (čtvrtá řada)
- Armaan Jawandha jako mladý Phil Hargreeves, člen Akademie Phoenix s mocí ovládat oheň pomocí pyrokineze (čtvrtá řada)
- Martin Roach jako Lance Ribbons, zástupce ředitele CIA (čtvrtá řada)

## Řady a díly
| Řada | Díly | Premiéra na Netflixu |                   |
| ---- | ---- | -------------------- | ----------------- |
| 1    | 10   | 15. února 2019       | 15. února 2019    |
| 2    | 10   | 31. července 2020    | 31. července 2020 |
| 3    | 10   | 22. června 2022      | 22. června 2022   |
| 4    | 6    | 8. srpna 2024        | 8. srpna 2024     |

## Nominace a ocenění
| Rok  | Cena                                | Kategorie                                                                                       | Nominovaní | Výsledek  | Ref.          |
| ---- | ----------------------------------- | ----------------------------------------------------------------------------------------------- | --- | --------- | ------------- |
| 2019 | Teen Choice Awards                  | Herečka ve fantasy/sci-fi seriálu                                                               | Elliot Page | nominace  | [ 12 ]        |
| 2019 | Cena Saturn                         | Nejlepší superhrdinský televizní seriál                                                         | Umbrella Academy | nominace  | [ 13 ]        |
| 2019 | Cena Saturn                         | Nejlepší televizní herečka ve vedlejší roli                                                     | Elliot Page | nominace  | [ 13 ]        |
| 2019 | Primetime Emmy Awards               | Nejlepší umělecká režie současného nebo fantasy seriálu natáčeného jednou kamerou               | Mark Worthington, Mark Steel a Jim Lambie (za epizodu „We Only See Each Other at Weddings and Funerals“)                                                                         | nominace  | [ 14 ]        |
| 2019 | Primetime Emmy Awards               | Vynikající speciální vizuální efekty                                                            | Everett Burrell, Chris White, Jeff Campbell, Sebastien Bergeron, Sean Schur, Steve Dellerson, Libby Hazell, Carrie Richardson a Misato Shinohara (za epizodu „The White Violin“) | nominace  | [ 14 ]        |
| 2019 | People's Choice Awards              | Nejhodnotnější televizní pořad roku 2019                                                        | Umbrella Academy | nominace  | [ 15 ]        |
| 2019 | People's Choice Awards              | Sci-Fi/fantasy televizní pořad roku 2019                                                        | Umbrella Academy | nominace  | [ 15 ]        |
| 2019 | MTV Movie & TV Awards               | Nejlepší filmová píseň                                                                          | Umbrella Academy | nominace  | [ 16 ]        |
| 2020 | Visual Effects Society Awards       | Vynikající animovaná postava v epizodním nebo real-time projektu                                | Aidan Martin, Craig Young, Olivier Beierlein a Laurent Herveic (za „pilotní díl a postavu Pogo“)                                                                                 | nominace  | [ 17 ]        |
| 2020 | Casting Society of America          | Dramatický pořad – televizní pilot nebo první řada                                              | Junie Lowry Johnson, Libby Goldstein, April Webster, Robin D. Cook, Samantha Garrabrant, Josh Ropiequet a Jonathan Oliveira                                                      | nominace  | [ 18 ]        |
| 2020 | Art Directors Guild Awards          | Vynikající produkční design hodinového současného seriálu natáčeného jednou kamerou             | Mark Worthington (za epizodu „We Only See Each Other at Weddings and Funerals“)                                                                                                  | vítězství | [ 19 ]        |
| 2020 | People's Choice Awards              | Sci-Fi/fantasy televizní pořad roku 2020                                                        | Umbrella Academy | nominace  | [ 20 ]        |
| 2021 | Critics' Choice Super Awards        | Nejlepší superhrdinský seriál                                                                   | Umbrella Academy | nominace  | [ 21 ]        |
| 2021 | Hollywood Music in Media Awards     | Nejlepší hudební supervize v televizním pořadu                                                  | Jen Malone | nominace  | [ 22 ]        |
| 2021 | Mediální cena GLAAD                 | Dramatický seriál                                                                               | Umbrella Academy | nominace  | [ 23 ]        |
| 2021 | Cena Annie                          | Nejlepší animace postav v hraném pořadu                                                         | Aidan Martin, Hunter Parks, Craig Young, Viki Yeo a Krystal Sae Eua | nominace  | [ 24 ]        |
| 2021 | Motion Picture Sound Editors Awards | Vynikající úspěch ve střihu zvuku – dialóg / ADR                                                | John Benson a Jason Krane (za epizodu „The End of Something“) | nominace  | [ 25 ]        |
| 2021 | Motion Picture Sound Editors Awards | Vynikající úspěch ve střihu zvuku – hudba                                                       | Jen Malone & Lodge Worster (za epizodu „Valhalla“) | nominace  | [ 25 ]        |
| 2021 | MTV Movie & TV Awards               | Nejlepší výkon v televizním pořadu                                                              | Elliot Page | nominace  | [ 26 ]        |
| 2021 | Cena Saturn                         | Nejlepší superhrdinský televizní seriál                                                         | Umbrella Academy | nominace  | [ 27 ]        |
| 2021 | Primetime Emmy Awards               | Nejlepší kamera – hodinový pořad                                                                | Neville Kidd (za epizodu „Right Back Where We Started“) | nominace  | [ 28 ]        |
| 2021 | Primetime Emmy Awards               | Nejlepší fantasy/sci-fi kostýmy                                                                 | Christopher Hargadon, Heather Crepp, William Ng & Jane Fieber (za epizodu „The Frankel Footage“)                                                                                 | nominace  | [ 28 ]        |
| 2021 | Primetime Emmy Awards               | Nejlepší střih zvuku pro komediální nebo dramatický seriál – hodinový pořad                     | John Benson, Jason Krane, John Snider, AJ Shapiro, Dario Biscaldi, Lodge Worster, Lindsay Pepper a Zane D. Bruce (za epizodu „The End of Something“)                             | nominace  | [ 28 ]        |
| 2021 | Primetime Emmy Awards               | Vynikající speciální vizuální efekty                                                            | Everett Burrell, Phillip Hoffman, Jesse Kawzenuk, Christopher Stack, Sophie Vertigan, Jeff Campbell, Laurent Spillemaecker, R. Christopher White a Ryan Freer (za epizodu „743“) | nominace  | [ 28 ]        |
| 2022 | Cena Saturn                         | Nejlepší akční dobrodružný televizní seriál                                                     | Umbrella Academy | nominace  | [ 29 ]        |
| 2022 | Cena Saturn                         | Nejlepší herec ve vedlejší roli                                                                 | Elliot Page | vítězství | [ 29 ]        |
| 2022 | People's Choice Awards              | Sci-Fi/Fantasy show roku 2022                                                                   | Umbrella Academy | nominace  | [ 30 ]        |
| 2023 | Visual Effects Society Awards       | Výjimečná animovaná postava v epizodě nebo projektu v reálném čase                              | Aidan Martin, Hannah Dockerty, Olivier Beierlein, Miae Kang | vítězství | [ 31 ] [ 32 ] |
| 2023 | Critics' Choice Super Awards        | Nejlepší herec v superhrdinském seriálu, limitované sérii nebo ve filmu vytvořeném pro televizi | Elliot Page | nominace  | [ 33 ] [ 34 ] |